# Sledeneset
Die Sledeneset (norwegisch für Schlittenlandspitze) ist eine Landspitze am Schelfeisgürtel vor der Prinzessin-Astrid-Küste des ostantarktischen Königin-Maud-Lands.
Wissenschaftler des Norwegischen Polarinstituts benannten sie 2016. Die Landspitze dient als Anlandepunkt zur Versorgung der nahegelegenen Troll-Station per Motorschlitten.